# Huasco
Huasco ist eine Hafenstadt im Norden des südamerikanischen Anden-Staates Chile. Sie liegt am Pazifischen Ozean in der gleichnamigen Provinz, die zur Región de Atacama gehört. Die Stadt hat 7945 Einwohner (Stand: 2002). Im Sommer gehört Huasco zur Zeitzone UTC−3 (Chilean Daylight), im restlichen Jahr zu UTC−4 (Chilean).

## Lage
Huasco liegt etwa 50 km westlich von der Provinz-Hauptstadt Vallenar.

## Persönlichkeiten
- Dylan Escobar (* 2000), Fußballspieler

## Bildergalerie

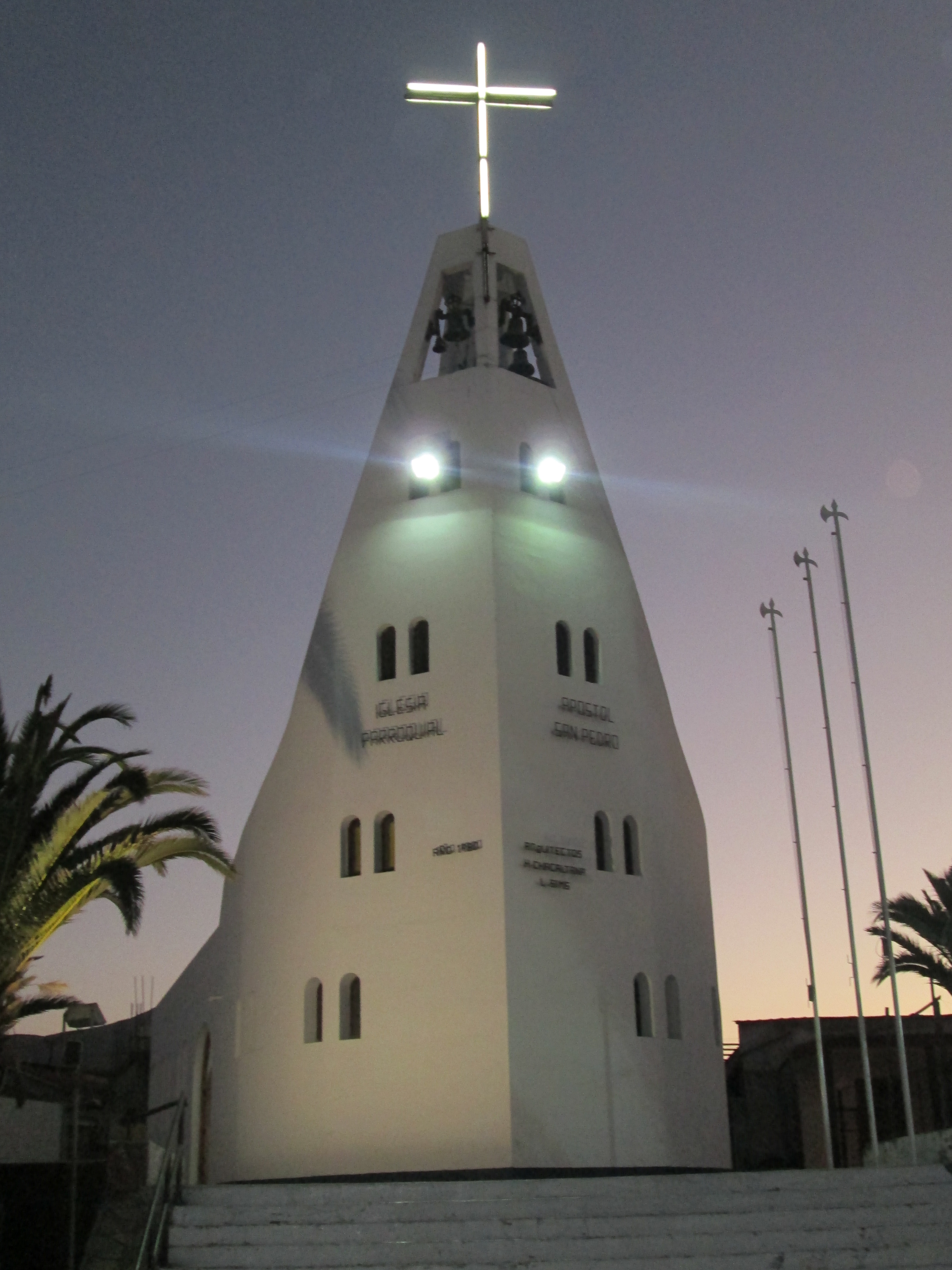
Kirche in Huasco